# Ионишкельский район
Ионишкельский район (лит. Joniškėlio rajonas) — административно-территориальная единица в составе Литовской ССР, существовавшая в 1950—1959 годах. Центр — город Ионишкелис.
Ионишкельский район был образован в составе Шяуляйской области Литовской ССР 20 июня 1950 года. В его состав вошли 31 сельсовет Пасвальского уезда и 1 сельсовет Паневежского уезда.
28 мая 1953 года в связи с ликвидацией Шяуляйской области Ионишкельский район перешёл в прямое подчинение Литовской ССР.
18 марта 1959 года Ионишкельский район был упразднён, а его территория разделена между Пасвальским (город Ионишкелис и 10 сельсоветов) и Паневежским (3 сельсовета) районами.